# Obalj
Obalj (cyr. Обаљ) – wieś w Bośni i Hercegowinie, w Republice Serbskiej, w gminie Kalinovik. W 2013 roku liczyła 73 mieszkańców.